# Hälleberga socken
Hälleberga socken i Småland ingick i Uppvidinge härad i Värend i Kronobergs län, ingår sedan 1971 (uppgick i Nybro stad 1969) i Nybro kommun och motsvarar från 2016 Hälleberga distrikt i Kalmar län. 
Socknens areal är 173,26 kvadratkilometer, varav land 170,21. År 2000 fanns här 1 421 invånare. Tätorterna Orrefors och Målerås, småorten Gullaskruv samt sockenkyrkan Hälleberga kyrka ligger i socknen.

## Administrativ historik
Hälleberga socken har medeltida ursprung.
Vid kommunreformen 1862 övergick socknens ansvar för de kyrkliga frågorna till Hälleberga församling och för de borgerliga frågorna till Hälleberga landskommun. Landskommunen uppgick 1969  i Nybro stad, från 1971 Nybro kommun. Området överfördes 1969 från Kronobergs län till Kalmar län.
1 januari 2016 inrättades distriktet Hälleberga, med samma omfattning som församlingen hade 1999/2000.
Socknen har tillhört samma fögderier och domsagor som Uppvidinge härad.

## Geografi
Hälleberga socken ligger nordväst om Nybro kring övre Ljungbyån. Området är en skogsbygd med mossar och myrar. Dödismoränlandskapet Gråstensmon återfinns här också.

## Fornminnen
Ett par rösen är kända.

## Namnet
Namnet (1395 Hälgaberga), taget från kyrkbyn, består troligen av förledet mansnamnet Helge och efterledet berg.

### Fotnoter
1. 1 2 3  Svensk Uppslagsbok Hälleberga socken
2. 1 2  Harlén, Hans; Harlén Eivy (2003). Sverige från A till Ö: geografisk-historisk uppslagsbok. Stockholm: Kommentus. Libris 9337075. ISBN 91-7345-139-8
3. ↑  Administrativ historik för Hälleberga socken (Klicka på församlingsposten). Källa: Nationella arkivdatabasen, Riksarkivet.
4. 1 2 3  Nationalencyklopedin
5. ↑  Fornlämningar, Statens historiska museum: Hälleberga socken
6. ↑  Fornminnesregistret, Riksantikvarieämbetet: Hälleberga socken Fornminnen i socknen erhålls på kartan genom att skriva in sockennamn (utan "socken") i "Ange geografiskt område"